# Türk Danış
Türk Danış war 1962 der erste Sozialdienst für türkische Arbeitnehmer in Deutschland. Gegründet wurden die Einrichtungen von der Arbeiterwohlfahrt.
Die Beratungsinstitution besetzte ihre Stellen zumeist mit religiös und weltanschaulich neutral eingestellten Türken und Kurden, was in einigen Fällen zu Akzeptanzproblemen geführt haben mag. Die sozialpolitische Betreuung der Türken in Deutschland durch die Türk Danış-Einrichtungen der Arbeiterwohlfahrt war Anfang der 1960er Jahre insgesamt aber dennoch so prägend, dass einige türkisch-deutsche Wörterbücher den Begriff "Türkdanis", der eigentlich nur "Beratungsstelle für Türken" bedeutet, fortan mit "Beratungsstelle der Arbeiterwohlfahrt für Türken" übersetzten.
Die Einrichtungen arbeiten zum Teil bis heute weiter unter dem Namen Türk Danış als Beratungs- und Arbeitskreise für Migranten, zum Teil wurden sie umbenannt. Ihr langjähriger Bundeskoordinator war Fuat Bultan (1972 bis 1994).

## Weiterführende Literatur
- Fuat Bultan: „...jetzt fürchten sie sich selbst vor den Folgen.“, Interview, In: Mathilde Jamin (Hrsg.): Fremde Heimat, Essen 1998, Seiten 307 - 321 (Umfangreiche Informationen zu Arbeitsweise und Tätigkeitsfeldern von Türk Danis)